# Passions (Bach)

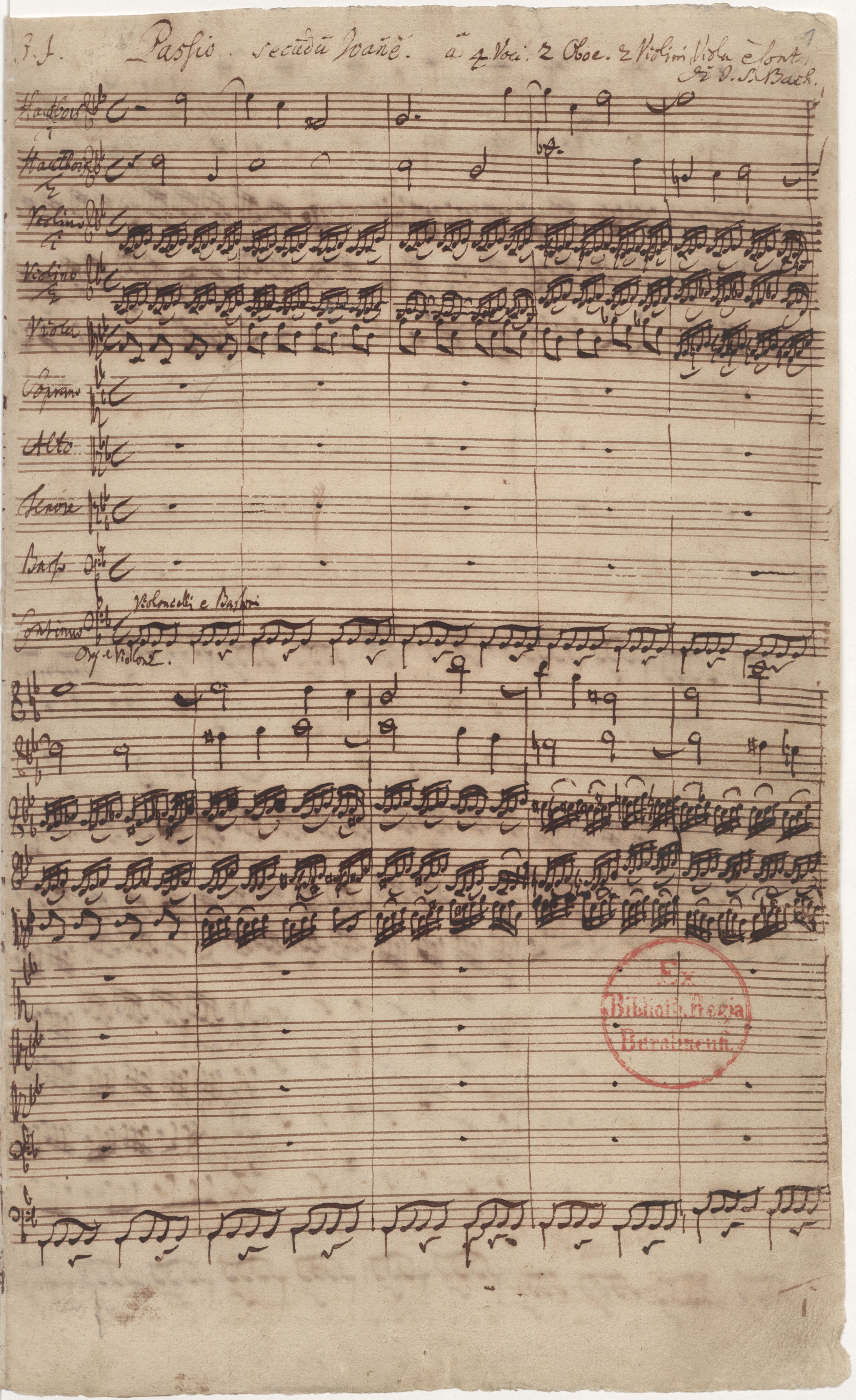
Primera pàgina de l'autògraf de la Passio secundum Joannem

Johann Sebastian Bach va escriure quatre passions, de les quals una és per a doble cor", conforme al seu obituari.

## Passions
Dues obres s'han conservat fins als nostres dies: 
- La Passió segons Sant Mateu, BWV 244 (1727, 1729, rev. 1736, 1742), aquesta última amb doble cor.
- La Passió segons Sant Joan, BWV 245 (interpretada el 1724, 1725, 1732 & 1749).

La Passió segons Sant Joan, BWV 245 va ser descrita com a més realista, de ritme més ràpid i més angoixant que la Passió segons Sant Mateu, més reflexiva i resignada. Així mateix, la Passió segons Sant Joan és més curta i compta amb una orquestració més senzilla que la Passió segons Sant Mateu. En la dècada de 1960 es va fer cada vegada més habitual el fet d'interpretar les passions de Bach amb agrupacions relativament petites.
Les passions escrites per Bach a Leipzig van ser interpretades els vespres de Divendres Sant, alternant l'execució entre les esglésies principals de Sant Tomàs i Sant Nicolau. L'ordre de l'acte va ser el següent:
1. Himne: Da Jesus an den Kreuze stund
2. Passió, part 1
3. Sermó
4. Passió, part 2
5. Motet: Ecce quomodo moritur amb l'arranjament de Jacob Handl.
6. Versicle i col·lecta
7. Benedicció
8. Himne: Nun danket alle Gott

### Passió segons Sant Mateu, BWV 244
La Passió segons Sant Mateu, BWV 244 és una passió oratòrica escrita per a veus solistes, doble cor i doble orquestra per Johann Sebastian Bach. El text del llibret està basat, d'una banda, en els capítols 26 i 27 de l'evangeli de Sant Mateu en la traducció de Martín Luter; de l'altra banda, en poesies de l'escriptor Christian Friedrich Henrici (també conegut com a Picander) i en corals luterans relacionats amb la passió. Consta de dues grans parts conformades per 68 números. El text de l'evangeli és cantat literalment per un evangelista, i les persones de la trama (Crist, Judes, Pere, etc.) pels altres solistes. Al voltant del text bíblic s'agrupen cors, corals, recitatius i àries amb la intenció d'interpretar el text.
Amb una durada de més de dues hores i mitja (en algunes interpretacions fins i tot més de tres hores), és l'obra més extensa del compositor. És una obra central de la música artística (Hubert Parry l'ha definit com el més ric i noble exemple de la història de la música sacra).

### Passió segons Sant Joan, BWV 245
La Passió segons Sant Joan, BWV 245 és una passió oratòrica escrita per a veus solistes, cor i orquestra per Johann Sebastian Bach en les dates prèvies al Divendres Sant de 1724. Està basada en els capítols 18 i 19 de l'evangeli de Sant Joan. Les paraules de l'obertura, les àries, els recitatius i els corals es van agafar de diferentes fonts, però especialment de la Passió segons Sant Mateu i de la traducció que Martín Luter havia fet de la Bíblia.

### Passió segons Sant Lluc, BWV 246
La còpia feta per Bach de la peça anònima Passió segons Sant Lluc, BWV 246 va ser publicada en les obres completes de la Bach Gesellschaft (vol. xlv/2) si bé és considerada apòcrifa, amb la possible excepció de la introducció de la segona meitat. Bach va aportar una mica de música a la Passió segons Sant Marc de Reinhard Keiser quan la va interpretar a Weimar el 1713, i va afegir corals per a les interpretacions que van tenir lloc a Leipzig en 1725.

### Passió segons Sant Marc, BWV 247
Bach va escriure una Passió segons Sant Marc, BWV 247 el 1731, però es desconeix quines són les restants obres desaparegudes. El llibret de Picander per a la Passió segons Sant Marc de Bach es va creure que havia estat destruït en el bombardeig de Dresden durant la Segona Guerra Mundial, però la còpia recuperada sembla mostrar que l'obra era una paròdia musical de la cèlebre Trauer-Ode, Laß, Fürstin, laß noch einen Strahl, BWV 198, i que certs cors van ser empleats també en l'Oratori de Nadal.